# Genesi
A Genesi egy nemzetközi információtechnológiával és tanácsadással foglalkozó cégcsoport, melybe jelenleg az Amerikai Egyesült Államokban és Németországban bejegyzett cégek tartoznak.

## Előzmények
A cégcsoport alapjai az Amiga-szcéna hanyatlásáig nyúlnak vissza. Már a Commodore is aktívan dolgozott az addigi Motorola 68000 processzorcsaládon alapuló architektúra felváltásán valamilyen RISC-processzoros rendszerrel, de néhány független gyártó (pl. a Phase5) meg is valósított PPC-68k hibrid bővítőkártyákat, melyek átmenetet képeztek egy későbbi, teljesen RISC-alapú megoldás felé. Az Amigához kapcsolódó jogok és licenszek birtokosainak sorozatos csődje (Commodore, Escom), az ezekkel kapcsolatos bizonytalanság megtizedelte a független gyártókat, szétszórta a hozzáértő szakembereket.
A Phase5 2000 elején ment csődbe, melynek alapítója, Gerald Carda és még néhány alkalmazott megalapította a bPlan céget. A Bill Buck által 1999 végéig vezetett VisCorp is ekkortájt ment csődbe a sikertelen Amiga-akvizíció után. Bill Buck új szoftvercégével, a Thendic-kel együttműködésben a bPlan elkezdte egy tisztán PowerPC-alapú számítógép, egy új Amiga kifejlesztését, melyhez az eredeti AmigaOS továbbfejlesztett változatát tervezték, egy saját AmigaOS 4.0-t. A névhasználat érdekében Bill Buck felvette a kapcsolatot a jogokat akkor gyakorló Amiga Inc. céggel, mely azonban már egy saját PowerPC-alapú Amiga-hardveren dolgozott az Eyetech céggel karöltve, illetve az új AmigaOS 4.0-n a Haage & Partner szoftvercéggel együtt (ez lett 2002 végére az AmigaOne). Ez a megegyezés a különböző érdekek miatt nem jött létre.

## Cégtörténet
A bPlan és a Thendic 2002 végére egyesült, és megalakult a Genesi, mely 2003 elején kiadta az addigra kifejlesztett PowerPC-alapú alaplapot, a Pegasos-t. Mivel PPC-n futni képes AmigaOS termék még nem volt a piacon (az AmigaOS 4.0 végleges változata majd csak 2006 decemberében jelenik meg és a fejlesztői változat is csak 2004-ben, ami csak AmigaOne-gépeken és később néhány classic Amigán futtatható, Pegasoson nem), és mivel a névhasználati licencet sem sikerült megszerezni, ezért a Pegasos a MorphOS béta változatával jött ki.
A Genesinek a Pegasos sorozat gyártását 2008-ban be kellett szüntetnie, mert az nem felelt meg az EU új – ólomtartalmú forraszanyagokra meghozott – korlátozó rendelkezéseinek, ugyanakkor kiadták az új Efika alaplapot. Ugyanebben az évben a MorphOS forráskódja nyilvánosságra került egy a Genesi és a programozók közötti vita során. A cég által indított és most már nyilvános MorphOS fejlesztése ennek ellenére tovább folytatódott.
2009. január 31-én az AmigaOS 4 fejlesztője, a Hyperion Entertainment kiadta az „AmigaOS 4.1 for the Pegasos II” operációs rendszert, így megvalósulhatott az eredeti koncepció, egy új generációs, PPC-alapú Amiga.
A Genesi mára fokozatosan és csaknem teljesen felhagyott a Power architektúrával és átváltott az ARM architektúrára, így jelenleg csak ilyen termékeket gyárt és forgalmaz. A MorphOS-t – mely operációs rendszernek a fejlesztését a Genesi alapozta meg – 2004-ben felváltotta a Linux. A cég azonban máig a MorphOS fejlesztésének legnagyobb aktív támogatója.
A kutatás-fejlesztés (hardverfejlesztés, driver- és firmware-fejlesztés, gyártás-optimalizálás) a németországi cég, a bPlan keretei között zajlik, míg a gyártás a DCE Computer Service GmbH partnerségével. A harmadik, nonprofit cég a power2people.org, illetve a powerdeveloper.org oldalakon keresztül támogatja a szoftverfejlesztői közösségeket. A projektek nyilvánosak és alapvetően a Power Architektúra van fókuszban.

## Termékek
A Genesi által gyártott számítógép-modellek egyedi Open Firmware rendszerindítót használnak, a PPC-alapú EFIKA gépek például az 1.3-as verziót.

### Jelenleg futó termékek
- EFIKA MX6, alaplap-sorozat (ARM)[9]
- EFIKA MX53, alaplap-sorozat (ARM)[9]
- Radix K1, beágyazott rendszer (ARM)[10]

### Kifutott termékek
- Pegasos I és II, alaplap (PPC)
- EFIKA, alaplap (PPC)
- Open Desktop Workstation, munkaállomás (PPC)
- EFIKA MX Smartbook, laptop (ARM)
- EFIKA MX Smarttop, hálózati eszköz (ARM)
- EFIKA Open Client, hálózati eszköz (PPC, ARM)
- High Density Blade, szerver (PPC)
- Home Media Center, DVD-lejátszó és felvevő (PPC)[11]

## Alvállalatok
- Genesi U.S.A., Inc. – Washington, D.C., USA[12]
- bplan GmbH – Steinbach, Németország[12]
- power2people.org – Washington, D.C., USA (nonprofit szervezet)[12]